# Zav
Pour les articles homonymes, voir Zav (homonymie).
Zav (en persan : زو / Zav) est le dixième chah de la dynastie pichdadienne selon le Livre des Rois de Ferdowsi. Il régna cinq ans.